# Dávid Kollár

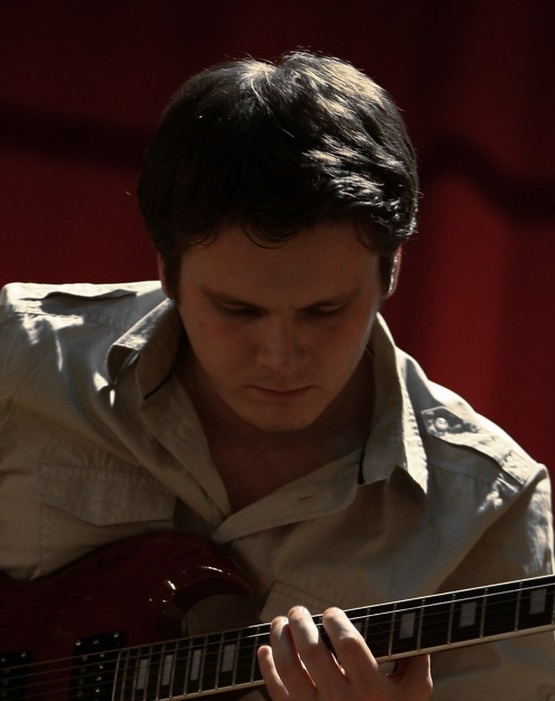
Dávid Kollár

Dávid Kollár (* 25. Oktober 1983 in Prešov) ist ein slowakischer Jazzgitarrist, der sich auch als Filmkomponist betätigte.

## Leben und Wirken
Kollár spielt seit 1990  Gitarre. Er hatte Unterricht bei Andrej Šeban; seine Karriere begann in Amateurbands. 2005 legte er sein Debütalbum Free Your Minds vor; 2007 gefolgt von Way from East.  2009 schrieb er die Filmmusik für Kurzfilme der Künstlergruppe KOVEBO; die Kompilation des Soundtracks erschien 2010 (Film Soundtracks and Ideas). Er arbeitete außerdem mit den Regisseuren Erik Boshnak (Immortalitas) und Miro Remo (Comeback). In der Artrock-Band Blessed Beat tritt er mit Schlagzeuger Simone Cavina und Trompeter Paolo Raineri auf.
Im Bereich des Jazz war er zwischen 1986 und 2015 an zwölf Aufnahmesessions beteiligt.